# RheinMain CongressCenter

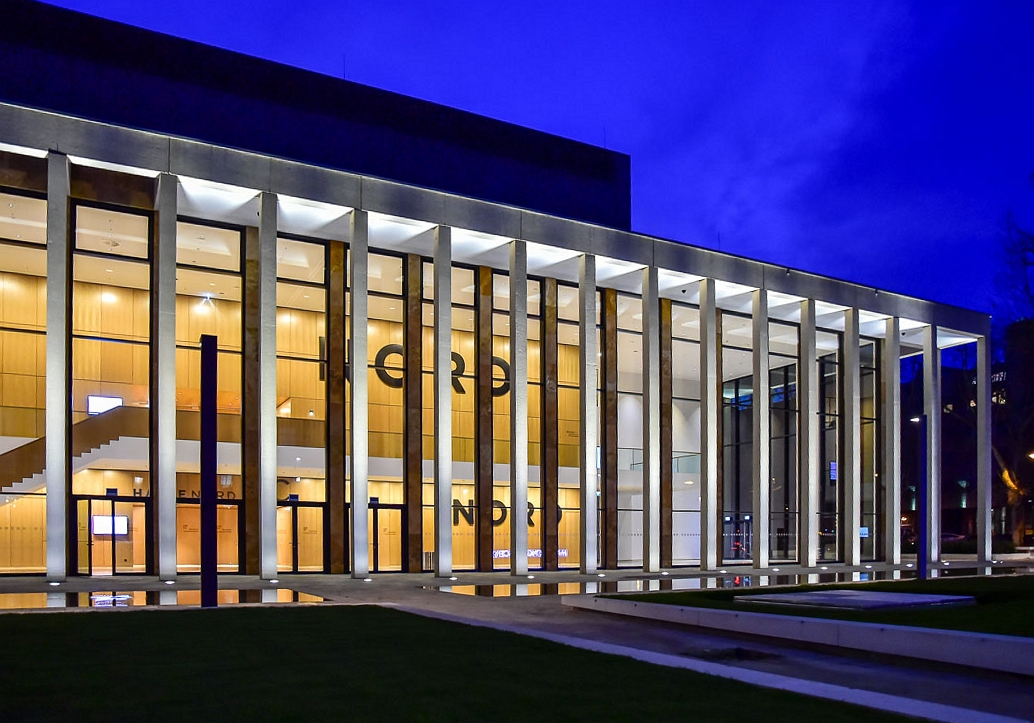
Ansicht des RMCC

Das RheinMain CongressCenter ist ein Kongress- und Veranstaltungszentrum in der Wiesbadener Innenstadt, das im April 2018 eröffnet wurde. Es wird hauptsächlich für Kongresse, Tagungen und Messen genutzt. Das Gebäude hat eine Gesamtfläche von 17.700 m² und bietet Platz für bis zu 12.500 Besucher.

## Geschichte

### Baugeschichte
Die Grundsteinlegung des Vorgängerbaues, der Rhein-Main-Hallen, erfolgte im Jahr 1956, die Eröffnung im darauffolgenden Jahr. Das Gebäude befand sich an der Ecke Friedrich-Ebert-Allee und Rheinstraße. An dieser Stelle lagen bis zur Eröffnung des Wiesbadener Hauptbahnhofs im Jahr 1906 der Taunusbahnhof sowie der Rheinbahnhof.
Die Stadtverordnetenversammlung von Wiesbaden beschloss im September 2012 den Abriss der bestehenden Hallen. Dieser begann im August 2014. Der entstandene Neubau ging Anfang 2018 in Betrieb. Am 16. Dezember 2015 kündigte die Stadt an, die neuen Rhein-Main-Hallen in RheinMain CongressCenter Wiesbaden (RMCC) umzubenennen.

### Nutzung
Im Februar 2018 fand erstmals eine Veranstaltung, der Ball des Sports, im zu diesem Zeitpunkt noch nicht fertiggestellten RheinMain CongressCenter statt. Die offizielle Eröffnung und Einweihung fand am 13. und 14. April 2018 statt. Nach einer Eröffnungszeremonie und einem anschließenden Tag der offenen Tür gab es ein Konzert der Band Glasperlenspiel. Zu diesem wurden etwa 3.500 ehrenamtlich tätige Einwohner der Stadt Wiesbaden eingeladen. Den Tag der offenen Tür haben circa 30.000 Besucher genutzt. Die erste kommerzielle Veranstaltung fand am darauffolgenden Tag mit einem Auftritt der Ehrlich Brothers statt.
Eine Woche nach der Eröffnung wurde das Gebäude erstmals für eine Tagung genutzt – einen Bundesparteitag der SPD.
Bedingt durch die COVID-19-Pandemie ab März 2020 fanden keine Veranstaltungen mehr im RMCC statt. Im Dezember 2020 wurde das Impfzentrum für die Landeshauptstadt Wiesbaden im RMCC eingerichtet und war von Januar 2021 bis September 2021 in Betrieb.
Als bisher größte öffentliche Veranstaltung mit 25.000 erwarteten Besuchern galt die Connichi, die erstmals im September 2023 im RMCC stattfand.

## Architektur
Das Architekturbüro Ferdinand Heide aus Frankfurt am Main wurde nach einem Architekturwettbewerb mit dem Neubau des Kongress- und Veranstaltungszentrums betraut. Städtebaulich soll das Veranstaltungszentrum in das urbane Umfeld integriert werden. Das Gebäude wurde von der Deutschen Gesellschaft für Nachhaltiges Bauen (DGNB) als besonders umweltfreundlich in die Platin-Kategorie vorzertifiziert.

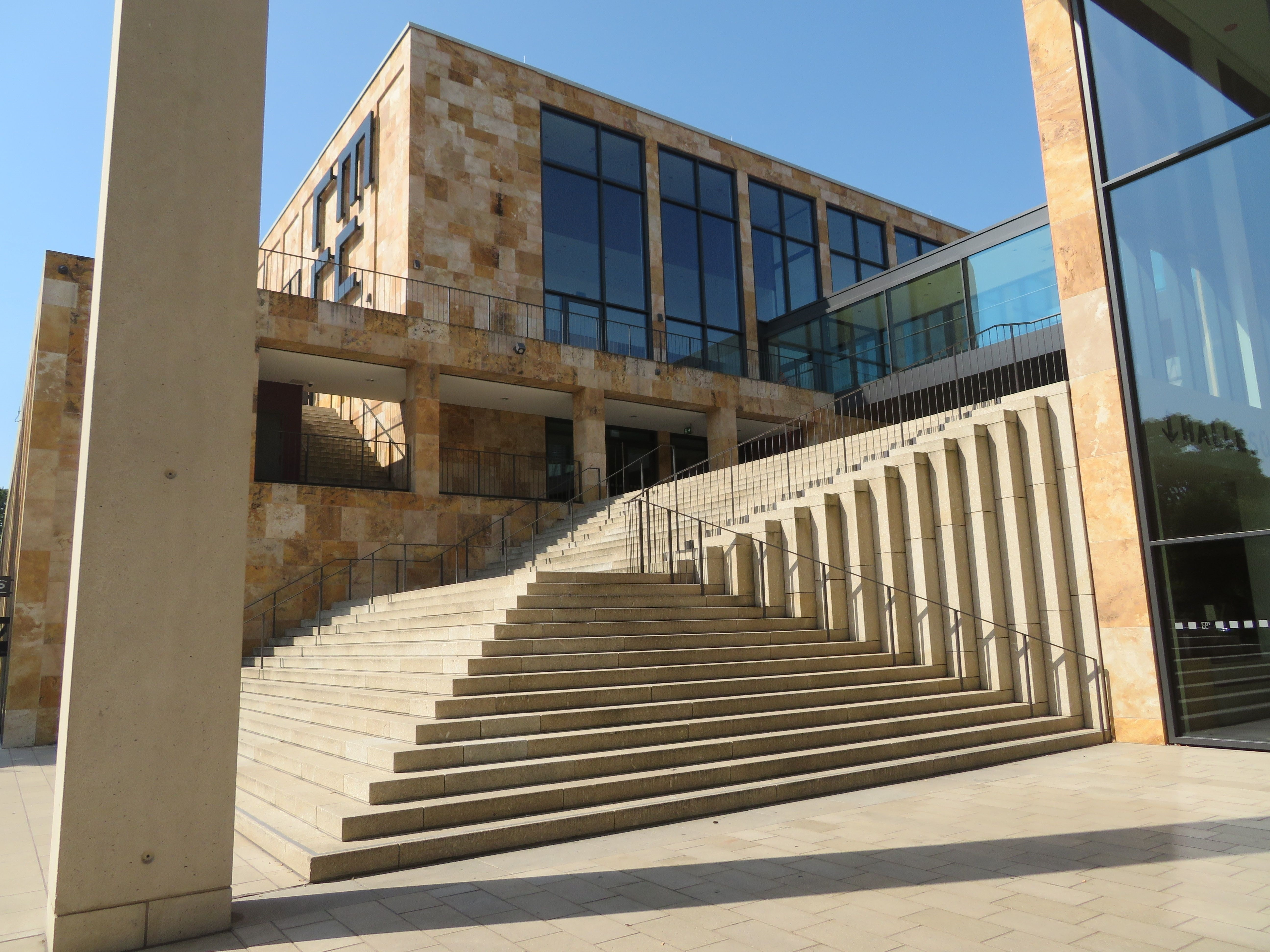
Freitreppe zwischen dem nördlichen und dem südlichen Hallenkomplex

Das Gebäude besteht aus zwei Hallenkomplexen, die im Erdgeschoss und im 2. Obergeschoss verbunden sind. Der öffentliche Übergang führt über eine freie Treppe über das 1. Obergeschoss auf die hintere Straßenseite.
Im großen Saal kann eine Zuschauertribüne mit 50 gestuften Sitzreihen und 3000 Plätzen aufgebaut werden. Zusätzlich können auf der Podiumsebene weitere 2000 Sitzplätze eingerichtet werden. Im Südtrakt liegen zwei Hallen übereinander, die jeweils über bewegliche Trennwände unterteilt werden können. Bzgl. der Betriebs- und Wartungskosten kam es zu einer Fehlkalkulation, diese fallen jährlich deutlich höher aus als ursprünglich geplant. Grund sei vor allem die moderne Technik.